# Tebennotoma calvata
Tebennotoma calvata är en stekelart som beskrevs av Günther Enderlein 1912. Tebennotoma calvata ingår i släktet Tebennotoma och familjen bracksteklar. Inga underarter finns listade i Catalogue of Life.